# Есть такая партия!
Есть такая партия! — крылатая фраза, якобы произнесённая В. И. Лениным 4 (17) июня 1917 года на I Всероссийском съезде Советов в ответ на тезис министра Временного правительства И. Г. Церетели.

## История

### Предшествующие события
После Февральской революции лидеры социалистов-меньшевиков Ф. И. Дан, М. И. Либер, И. Г. Церетели и Н. С. Чхеидзе были членами Петроградского Совета и в этом качестве выступали за активное сотрудничество Совета с Временным правительством. Заняв некоторые из министерских постов, социалисты активно проводили в жизнь элементы своей политической программы. Так, министр сельского хозяйства эсер В. М. Чернов легализовал право крестьян на необрабатываемые земли, несмотря на протесты землевладельцев; министр труда социал-демократ М. И. Скобелев ввёл обязательное страхование здоровья промышленных рабочих, право профсоюзов на решение трудовых споров в суде и другие меры, существенно облегчавшие положение рабочих. Для Ленина же любая форма сотрудничества с правительством была предательством революции.
Между тем, положение в стране продолжало неуклонно ухудшаться: в армии набирало силу дезертирство, продолжались братания с врагом; в сельской местности царили хаос и беззаконие, сопровождавшиеся самозахватами земель и уничтожением имущества землевладельцев. Оставался нерешённым важнейший вопрос завершения войны. Временное правительство утратило контроль над регионами: советы на местах вели себя так, как будто они являлись органами государственной власти. В этой обстановке в Петрограде был созван Первый Всероссийский съезд советов.

### Съезд Советов
Первый Всероссийский съезд Советов проходил с 3 (16) июня по 24 июня (7 июля) 1917 года. На нём присутствовало свыше тысячи депутатов, из которых 822 имело право голоса. Делегация большевиков имела на съезде 105 мест, значительно уступая как эсерам (285 мест), так и меньшевикам (248 мест).
В изложении биографа Ленина Р. Сервиса, ситуация развивалась таким образом. В первый день съезда, 3 июня, в речи председателя Петросовета И. Г. Церетели прозвучал вопрос: может ли кто-то из делегатов назвать партию, которая бы рискнула взять в свои руки власть и принять на себя ответственность за все происходящее в России. Присутствовавший в зале Ленин «невозмутимо слушал». На следующий день, 4 июня, Ленину предоставили слово для 15-минутного выступления, в котором и прозвучало слово «есть!» (без слов «такая партия»), а также отсылка к речи И. Г. Церетели. Ленин сказал буквально следующее (курсив Википедии):

Сейчас же целый ряд стран накануне гибели, и те практические меры, которые будто бы так сложны, что их трудно ввести, что их надо особо разрабатывать, как говорил предыдущий оратор, гражданин министр почт и телеграфов, — эти меры вполне ясны. Он говорил, что нет в России политической партии, которая выразила бы готовность взять власть целиком на себя. Я отвечаю: «есть! Ни одна партия от этого отказаться не может, и наша партия от этого не отказывается: каждую минуту она готова взять власть целиком». (Аплодисменты, смех.) Вы можете смеяться, сколько угодно, но если гражданин министр поставит нас перед этим вопросом рядом с правой партией, то он получит надлежащий ответ.— Ленин В. И. Речь об отношении к Временному правительству. ПСС, Том 32, стр. 267
Согласно Р. Сервису, слова Ленина вызвали бурные аплодисменты среди большевиков, но подавляющее большинство участников съезда отнеслись к ним несерьёзно, «по залу заседаний пробежал смешок» (в приводимой выше стенограмме фигурируют «смех, аплодисменты» после слов Ленина).
По воспоминаниям меньшевика Н. Н. Суханова, выступления Ленина на съезде и его речь с предложениями заключения мира и ареста нескольких сот капиталистов вызвали недоумение у слушателей: «весь зал ахнул от неожиданности, от нелепости такой программы». В то же время, подчёркивает Суханов, «это было первое открытое заявление Ленина о том, что в его устах означал лозунг „вся власть советам“… Ленин готов взять всю власть каждую минуту, то есть когда его партия находится в заведомом меньшинстве».
Опубликованная стенограмма съезда подтверждает, что реплика Ленина «Есть!» в ходе речи Церетели имела место. Согласно стенограмме, это произошло не 3, а 4 июня:
ЦЕРЕТЕЛИ (…) В настоящий момент в России нет политической партии, которая говорила бы: дайте в наши руки власть, уйдите, мы займём ваше место. Такой партии в России нет. (Ленин с места: «Есть»). Я заявляю, что в настоящий момент сторонники захвата власти, и тов. Ленин в том числе, заявляют, что они понимают эту борьбу, как подготовку в среде демократии соответствующей организации, соответствующего сознания. Они говорят: когда мы станем большинством, или когда большинство станет на нашу точку зрения, тогда надо захватывать власть. Тов. Ленин, вы так говорили. Да, они так говорят, и во всяком случае в официальных своих заявлениях так выступали товарищи большевики, и в том числе тов. Ленин. Вот, я говорю, поскольку мы имеем дело с этими заявлениями, а не с тем новым откровением, которое, быть может, мы услышим через пять минут или полчаса здесь, я считаюсь с тем, что до сих пор было. Итак, господа, до сих пор в России не было ни одной партии, которая заявила бы притязания на захват власти немедленно, но были такие заявления со стороны безответственных групп…. 

Сам Ленин упоминал об этом в своей более поздней того же года работе «Удержат ли большевики государственную власть?» так: «…Решатся ли большевики взять одни в свои руки всю государственную власть? Я уже имел случай на Всероссийском съезде Советов ответить категорическим утверждением на этот вопрос в одном замечании, которое мне довелось крикнуть с места во время одной из министерских речей Церетели».

Виктор Шкловский, присутствовавший на заседании, вспоминал об этом так:
Выступал меньшевик Церетели, такой шатен рыжеватый, с плотной бородой, князь по происхождению, очень хороший оратор. Он говорил о коалиции, о необходимости коалиции, о представительстве всех партий в революционном правительстве. Он говорил очень убедительно, он был, очевидно, образованным юристом, и был хороший оратор. Все сидели, молчали. И он сказал: «Нет такой партии, которая одна возьмется руководить революцией». И, конечно, не вставая, но в самом конце ораторской паузы, негромко, высоким картавым голосом Ленин сказал: «Есть такая партия», — и, конечно, все услыхали, потому что это был ответ на риторический вопрос.  Впоследствии [...] Бродский [Шкловский на самом деле описывает картину Константина Юона (1934)] перенес эту фразу [...], Ленин выбегает, подымает руку, как будто «позвольте выйти», и кричит: «Есть такая партия!» И потом оно так и пошло, так и пошло. А дело в том, что революция не совершается при хороших декорациях. Она совершается там, где она подвернулась. Она может совершиться в проходном дворе. А потом придают ей декор.

## В СССР

Е. А. Кибрик. «Есть такая партия!», 1947.

Авторы воспоминаний, опубликованных в СССР, утверждали, что фраза «Есть такая партия!» прозвучала как реплика с места в момент выступления Церетели, и эта фраза «потрясла собравшихся», «прозвучала как удар грома» и тому подобное.

## Культурное значение
В СССР фраза была широко известна: её цитировали в учебниках истории, речах, литературе, драматургии и других произведениях советского официального искусства. Некоторые из таких произведений продолжают исполняться и в постсоветский период. Например, песня «Есть такая партия!» из репертуара Ансамбля песни и пляски Российской армии:

Партия, партия, разум и совесть народа,

Решенья твои окрыляют сердца.

Ленин сказал всем в далёкие годы:

«Есть такая партия!»

«Есть такая партия!»

Мы верными будем тебе до конца!

В постсоветское время выражение обычно употребляется в переносном смысле, не связанном с Лениным, большевиками и вообще политикой; его применяют для того, чтобы образно подчеркнуть существование, наличие предмета или явления, а также в различных шутках и анекдотах:
- В фильме «На Дерибасовской хорошая погода, или На Брайтон-Бич опять идут дожди» главарь мафии Артист, загримированный под Ленина, произносит:

Есть такая партия! Замечательная партия… наркотиков из Таиланда!

- М. В. Савеличев. «Тигр, тигр светло горящий!»[14]:

А когда архивариус стал сожалеть о безвременно прерванной карьере, Моисей с
трудом подавил в себе желание заорать знаменитое — «Есть такая партия!»

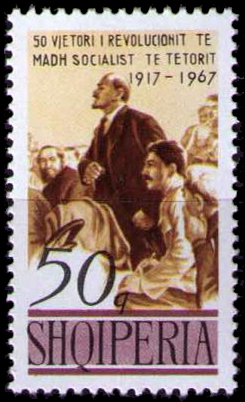